# Neocallichirus raymanningi
Neocallichirus raymanningi is een tienpotigensoort uit de familie van de Callianassidae. De wetenschappelijke naam van de soort is voor het eerst geldig gepubliceerd in 1999 door Blanco-Rambla & Lemaitre.